# GREY
『GREY』（グレイ）は、たがみよしひさによる日本の漫画作品、またそれを原作としたアニメーション映画。

## 概要
漫画雑誌『月刊少年キャプテン』（徳間書店）の1985年2月号（創刊号）から1986年9月号まで連載された。連載終了後は、同誌の1986年10月号から1986年12月号にかけて本作を基にした4コマギャグ漫画『わたしがGREYだ!!』も連載された。1986年にはアニメ映画化もされている。単行本は少年キャプテンコミックス全3巻、少年キャプテンコミックスデラックス全2巻。後にぶんか社から全2巻のコミック文庫が刊行されている。
たがみよしひさのSF漫画の代表作の1つで、独特の世界観で人気を博した。なお、本作は他のたがみの作品と違い、キャラクターは8頭身のみで描かれている。

## あらすじ
時は遠い未来。海は青さを無くし、大地は草木の無い一面の荒野となった荒廃した世界の中、町（タウン）に住む人々は、「戦士」（トループス）となって、中央管制脳（リトル・ママ）の命令の下、他の町と戦い続けていた。「市民」（シチズン）の称号を得て、戦争の無い「市」（シティ）で安全に暮らす権利を得るために。しかし「市民」になれる確率はわずか3％。その中で、人々から「死神」と恐れられている戦士がいた。その男の名はグレイ。わずか13回の戦闘でF級からC級戦士になった男である。
ある時グレイは、自身の恩人・レッドが、地下組織（レジスタント）の攻撃を受けたことを知る。レッドの生死もわからぬまま、先の戦闘でともに生き残った戦士・ノーヴァとともに地下組織・シダラへ向かうグレイ。しかし、シダラで出合った地下組織の男・リーからレッドは地下組織に入り、もうひとつの地下組織・ナゴシに向かったという情報を得る。グレイとノーヴァはリーと共にナゴシを目指す。
ナゴシへと向かう途中でリーとノーヴァを失うが、それでも数々の戦闘を切りぬけていく中で、グレイは機械人・ロバートと出会い、地下組織が生まれた理由と市中央管制脳（ビッグ・ママ）の野望を知る。こうして、ナゴシとビッグ・ママを潰すためにグレイは戦線へ向かうのであった。

## 登場人物
本節で使用されている専門用語については後述する。
グレイ
本作の主人公。町303所属のC級戦士（物語序盤でB級戦士に昇格）。民だった頃は戦士に因縁をつけられて殴られても反抗する素振りすら見せない無気力の塊のような男だったが、恋人だったリップが戦士になって最初の戦闘で死亡すると、リップが愛用したヘルメットをかぶり、戦士となった。
戦士となってわずか13回の戦闘でC級となったこと、また13回の戦闘のうち9回でグレイを除いて部隊が全滅していることから、他の戦士たちからは死神と呼ばれている。本人曰く「ろくな装備がもらえないため」、武器の修理や即興での改造が得意。戦闘能力も人並み以上にあり、銃火器から大型戦闘兵器に至るまで、特に学習することなく使いこなす順応性の高さを見せる。また、神社を知っているなど、存外に博識。
序盤では生き残るためなら自分が不条理と判断した命令は無視し、仲間を犠牲にしてまで自分が生き残ることを優先させていたが、物語中盤以降はそういった面を見せることはなくなり、ぶっきらぼうながらも仲間を思いやる発言が目立つようになった。レッドが行方不明になったことで彼を探すために街303を脱走、レッドがレジスタンス・ナゴシに囚われた事を知ってナゴシを目指す。
ナゴシに潜入した際に左腕を失うほどの致命傷を負うが、機械人化手術によってナゴシの最新軍事テクノロジーの粋を結集した機械人として復活。全ての元凶たる市中央管制脳（ビッグ・ママ）の打倒を目指す。
リップ
グレイのかつての恋人。市民になるためにグレイと別れ戦士になるが、初めて参加した戦闘でヘルメット（片眼鏡式のレンジファインダーや通信機が内蔵されている）を撃ち抜かれ、あっけなく死亡した。リップの死亡を知ったグレイは、リップの形見となったこのヘルメットを被り、自らも戦士となる。
レッド
戦士になったリップの上司で、09283分隊の元隊長。C級戦士で、B級戦士に昇格した際に戦士ではなく検査官となった。グレイにとっても一時期上官だった男で、分隊に所属していた際に何度も助けられ、生き残るための戦闘術を教えられた恩人であった。
戦士に支給される兵装類を管理する工場（ファクトリィ）にも関わっており、ホークたちのKV-2戦車の修理を請け負っていた。グレイがよく特注の改造ジープを失って帰還するらしく、今度は乗って帰って来てくれる様ぼやいていた。
検査官としての活動中に乗車していた労働車（ワーカー）が地下組織の戦車のロケットランチャーの直撃を受けて生死不明となるが、後に機械人として復活し、地下組織の一員となってグレイの前に現れた。機械人になったと同時に洗脳を受けており、グレイをナゴシに懐柔しようとしたが、最後はグレイに倒された。
クリケット
検査官としてのレッドの相棒。レッドの労働車に同乗していたが、地下組織の戦車のロケットランチャーの直撃を受けた際に死亡する。
ホーク
16422分隊の隊長。C級戦士。戦場での愛車はKV-2。隊長として囮役をグレイに命令するが無視される。グレイにそのことを問いただすも、彼の反論に黙ってしまう。KV-2搭乗後に直撃を受けて、ティムと共に死亡した。
元々ホークの分隊はメンバーの大半がKV-2の運用（ホークが車長でレオが砲手。ティムが通信・索敵手でテュレス、ノーヴァが操縦手か装填手）に取られている。グレイに言わせれば囮役は鈍重であっても装甲の厚い戦車が務めるべきであって身軽なジープ（グレイ）やバイク（スカイ）が攻撃役とするのが合理的とのこと。
ノーヴァ
16422分隊の隊員のひとりで、本作前半のヒロイン。初登場時はF級戦士で、後にE級へランクアップした。親友のテュレスを「助かる見込みがない」と容赦なく射殺したグレイを最初は憎んでいたが、戦いの中でグレイの真意を知ってからは、物語中盤までグレイと行動を共にした。16422分隊の中では最初の戦闘でグレイを除き唯一生き残り、レッド救助のために街303を脱走する。しかし後にリーと共にナゴシの偵察機の不意打ちを受けて死亡した。
映画版では最後まで生き残りラストシーンでグレイと二人で敵の大軍を前にするところで話は幕を閉じる。
スカイ
16422分隊の隊員のひとり。D級戦士。戦闘用に改造されたオートバイを操る。およそ60名の敵を前に全滅させると強気な面を見せる。作戦を無視して味方を危険に晒すグレイに敵意を抱いていたが、16422分隊の中では最も早く死亡した。
ティム
16422分隊の隊員のひとり。D級戦士。ホークのKV-2に同乗していたが、ホークと共に直撃を受けて死亡する。映画版ではスカイと交際しており、スカイの死後はグレイにモーションをかけていた。レオにそれを窘められると、スカイは死んで、自分は生きていると返す。
レオ
16422分隊の隊員のひとり。D級戦士。砲手としてホークのKV-2に同乗していたが、撃破された際に重傷を負う。その後もグレイたちと行動を共にしていたが、自分が作戦終了まで持たないことを悟るとグレイとノーヴァを生かすために自らが囮となり、1人で敵陣に突撃を仕掛けて死亡した。映画版では手榴弾を用いて敵戦車へと特攻し、死亡する。
テュレス
16422分隊の隊員のひとり。E級戦士。ホークのKV-2に同乗していたひとりで、ノーヴァとは戦士になる前からの親友だった。KV-2が撃破された際に瀕死の重傷を負いノーヴァに心配されていたが、最後は「それ以上苦しませるな」と言い放つグレイに射殺された。
コモン・ロペ
町303の中央管制脳（リトル・ママ）のディレクターを務める機械人。「ある人物のコピー（クローン）」であり、町303のみならず、他の町にもディレクターとして配置されている。
シュア
町のリトル・ママ管理下の人型機械。受付機能を持ち、各種申請をリトル・ママに取り次ぐ。人型機械としてはノーヴァに不審がられるほど「人間臭い部分」がある。他の町にも同じ受付機械が配置されている。
リー
地下組織「シダラ」に所属する男。関係的にはグレイたちの敵でありながら、シダラで戦闘に巻き込まれたグレイとノーヴァを助け、行動を共にした。試作型の阿吽（オーム）を修理して動作可能にするなど、メカニックには強い。既婚者。ノーヴァに気のある素振りも見せていたが、最後はノーヴァと共にナゴシの偵察機の不意打ちを受けて死亡する。後にグレイがシダラに問いただしたところ、偵察機のセンサーでは個人の識別まではできず、組織員ではない人物（グレイとノーヴァ）が同行していたため危険因子として処分したとのこと。
ロバート・J・デミトリー
まだ世界中に人間があふれていた時代に生まれた500歳の機械人。さまざまな知識を持ち、グレイに市と地下組織が誕生した経緯を話した。
それぞれの町に配置されたディレクターのコモン・ロペは彼のコピーであり、さらにリトル・ママの監視役として「シュア」を配置した。TOY、すなわちビッグ・ママを作ったのも彼である。
頭部左側を除き、全身が機械である。しかしその体は過去の戦闘で損壊しており、胸から上と左腕を残すのみとなっている。そのため自身では歩くことはできず、グレイに運ばれながら行動を共にした。自身では移動できないが、機械と接続することにより、その機械を操作することが可能。ナゴシへの潜入の際に囮となって体を失うが、意識をナゴシの守護機械の狛犬（アイオン）に移し、最後はグレイのような男がいつかTOYを破壊することを信じて、ナゴシを制御する主電子脳室（メインコンピュータールーム）を自爆により破壊。ナゴシを崩壊に導いた。
シダラ
地下組織「シダラ」の宮司。元は町424のB級戦士で、滅びた町424に代わる町の再建を指揮し、町ができると宮司となった。彼が作った町は「シダラ」と呼ばれ、それは後に地下組織の名前ともなった。
実は戦場から帰還した翌日に暴走したリトル・ママに殺されており、羅阿羅によって脳死寸前のシダラの脳からその記憶を全て取り出され、インプットした電子脳を人型に埋め込んだ人型機械であるが、本人は人型機械だということは知らず、自分を機械人だと思っている。
初登場時はグレイと対立していたが羅阿羅に制止され、その後共闘して市の浮遊戦艦の撃墜に向かうが、浮遊戦艦の熱矢（ヒートアロー）を受けて死亡した。
羅阿羅（らあら）
地下組織「ナゴシ」を組織する人物で、本作後半のヒロイン。ビッグ・ママ粉砕のためシダラに地下組織を組織させ、自らも地下組織を組織した。見た目は普通の女性だが、実は暴走したリトル・ママに殺されたシダラの恋人・羅阿羅に町424の受付機械「シュア」の中枢部を移植して蘇った機械人で、頭と胸に機械を含んでいる。
シュアはロバートによって、リトル・ママが暴走した場合、このようにしてTOY打倒の戦士を作り、それを支援するようにプログラムされている。
半死半生のグレイにナゴシの最新テクノロジーを用いた機械人化手術を指示した。物語終盤でグレイと行動を共にして市へ突入。重傷を負いながらも最後はビッグ・ママに至る障害を排除するために自爆して、グレイにビッグ・ママへの道を開いた。
映画版ではレジスタンスを管理するためにTOYが作り上げた人型機械であり、ノーヴァが生存していることもあってTOYの傀儡である悪役として描かれている。

## 用語解説

### 世界観・機械類
市（シティ）
充分な食糧や住居、敵の侵略からも保証される市民たちの住処。全ての中央管制脳（リトル・ママ）を統べる市中央管制脳（ビッグ・ママ）が存在し、いわばこの世界の中心である。ドームに覆われた都市で外部からは街の様子は分らない。迎撃用のビーム兵器や無人機が配備された城壁、射出型のエネルギーバリアで外周を囲っている。
戦闘（ファイト）
町（タウン）同士の戦闘。戦士（トループス）は、中央管制脳（リトル・ママ）の命令を受けて、戦区（エリア）に派遣されて、他の町の部隊と戦闘行為を行う。期間は1回につき270時間（11日6時間）。「命令」は期間満了または一方の交戦部隊の全滅を以て解除される。この「戦闘」を重ねて、ランクアップすることで、級（クラス）A戦士となれば、市民権を申請する資格ができる。また級（クラス）B戦士になると、死亡率の低い検査官（インスペクター）になることができる。
町（タウン）
戦士（トループス）や民（ピープル）が居住する都市。中央管制脳（リトル・ママ）が統治している。戦士は近代的で優遇された生活を送っているが、民は日に僅かな硬貨を稼ぐだけの貧困生活を強いられており、階層化が進んでいる。こうした町と町の間で、戦闘が行われている。町は1から3桁の数字（タウンナンバア）を付けて表記され、この数字によって人口や戦力が異なる。2桁数字以下の町は全て対地下組織特別部隊を持つ。
地下組織（レジスタント）
生き残った戦士を兵器や食糧欲しさに殺す組織とされているが、実際は中央管制脳の故障や暴走により、崩壊した町で生き残った民や戦士が作り上げた組織である。リーによると、地下組織の殆どが中央管制脳の事故により、一方的に市民になる権利をはく奪された人々が組織したとのこと。ゆえに彼らは市中央管制脳に対しても絶対的な不信感を持っている。級番号制（クラスナンバー制）を敷き、市民になる権利を餌に、人々を戦闘に駆り立てる市と市中央管制脳、そしてそれを崇める者達の打倒を目論む。一部の地下組織は並の町をはるかに凌駕する規模と戦闘能力、テクノロジーを有する。「シダラ」や「ナゴシ」がこれにあたる。
シダラ
グレイとノーヴァがレッドの行方を追って最初に潜入した地下組織。かつて町424と呼ばれていた町である。ある日中央管制脳の暴走により崩壊。民の殆どは死に絶え、生き残った民達は町を捨てて旅に出た。労働車の迎えが来ないまま、戦区から戻ったシダラを始めとした戦士達が、民達が町に戻ってくることを信じて、シダラの指揮のもとで町を再建、そのまま地下組織「シダラ」となった。外見は神社である。
ナゴシ
羅阿羅が作った地下組織。地下組織としては非常に大規模である。空中に浮かぶ移動要塞であり、その外見は菩薩立像を彷彿とさせるもの。市が警戒するほどの重武装と驚異的な軍事テクノロジーを持っており、必殺兵器「クラッグ・ショット」は一撃で大規模部隊を殲滅する威力を持つ。
機械人（ハーフ）
文字通り、体の一部が機械でできている人間。機械人化手術をうけることにより、死亡・もしくは致命傷を負った人間を復活させることもできるが、生身の部分と機械化された部分が馴染むまでは動くことができない。グレイは手術後、数時間で意識を取り戻し、すぐに起き上がって見せたが、本来は1週間ほどかけて動けるようになってからも機能を把握し制御するための訓練を必要とする。
物語終盤のグレイ、ナゴシに与したときのレッド、羅阿羅が該当する。
人型機械、人型（ドール）
機械人と異なり、生身の部分がまったくない純粋な機械。物語中ではシュア、シダラが該当する。また物語中ではシュア、シダラのように自立稼動するもの以外にも、人間に従う兵員として運用される物や、人間が搭乗して操作する一部の戦闘機械がこのように呼称される。
怪物機械（ビッグドール）
地下組織や対地下組織特別部隊が有する超兵器の総称。戦士達が戦闘で使う兵器を、遥かに凌駕したテクノロジーと性能を持っている。形状は様ざまだが基本的には飛行能力を持ち、ビーム砲などで武装している。無人機もある。
中央管制脳（リトル・ママ）
それぞれの町に存在する市中央管制脳（ビッグ・ママ）の端末。町の中で戦士たちを戦闘に出す役目を持ち、町中の機械を制御している。
市中央管制脳（ビッグ・ママ）
全ての中央管制脳（リトル・ママ）を統べる存在で、いわばこの世界の支配者的存在。その正体は計算機（コンピューター）が「意識」を持ち始めた時代に、ロバート・J・デミトリーにより開発された意思を持つ最初の計算機で、かつてはTOY（トーイ）と呼ばれた。その名の通り、本来はゲーム用の大型コンピューターであった。本作の黒幕的存在で、人間が滅亡を希望していると考え、市民になる権利として階級制（クラスナンバア）を敷き、町同士の戦争を起こした張本人である。
最終回でグレイと対面、自らを「完璧」「真理」「絶対」さらには「神」であると豪語し、自らの考えに反対するグレイを襲うが、グレイの問い掛けで「人類が滅びればTOYを神と認識する者もいなくなる」「人類が滅亡を希望していようがいまいが、神が滅亡するよう仕向けたなら滅ぶ」という事実を認識してシステムに変調をきたし、最後はグレイの一撃によって破壊された。

### 階級制度
市民（シチズン）
市で暮らすために必要な称号。戦士となり、級（クラス）Aになると市民権を申請する資格ができる。だが、その存在は民を戦士へと駆り立てる「見せ札」に過ぎず、資格を獲得した者たちは秘密裏に処分され、市内部に存在するのは人型機械のみ。
戦士（トループス）
市民になるために戦う人間。級Fからスタートし、Aまでランクがある。他の町の戦士と戦い、1000クレジットで級が1段階上がる。ただし、戦闘従事270時間（＝11日6時間）につき50クレジット、敵戦士を1人倒しても30クレジットしか上がらない（20戦従事でやっと1階級分。加えてヒトを倒さなければならない。人型機械等は撃破しても戦果として計上されない）ため、1段階上げるのにも数多くの戦闘をすることになる。グレイたちのように戦区（エリア）に派遣されて他の町の部隊と戦闘行為を行う攻撃隊（オフェンス）と、町の外敵からの防衛と町内部の治安維持を担当する守備隊（ディフェンス）に大別される。
アタックセンサーと呼ばれる戦闘レコーダーを兼ねたコンピュータを支給されており、戦闘時の記録を行うほか他者のセンサーから記録を読み取ったり、コンピータにアクセスする端末としても利用可能。
民（ピープル）
戦士でも市民でもない、町に住む最下級の人間。貧民街に住んでいる。民は戦士に何をされても逆らえず、他の町や地下組織の攻撃にもおびえるしかない状態である。故に戦士に志願し、ゆくゆくは市民昇格を目指すグレイやノーヴァのような者もいる。
検査官（インスペクター）
非武装地帯と呼ばれる中立地まで戦闘を行う部隊を運び、戦闘終了後に生存者を回収する職業。町にある工場（ファクトリイ）で生産・整備される兵器の管理も行う。戦士とは別に、死亡する心配もなく市民になれる職業で、戦闘に晒される危険がない反面、A級になるには時間がかかる。B級になってようやく任官資格が認められ、5年の任期を経て市民になる資格となる。
隊長（コマンダー）
戦士の分隊のリーダー的存在。地下組織の場合は宮司（グウジ）と呼ばれている。

## 登場メカニック
物語当初は地上戦がメインであり、登場する兵器も第二次世界大戦時から現代にかけて製造された戦車や自走砲が主であったが、中盤辺りからはさまざまな近未来兵器が登場するようになった。

### 町303
労働車（ワーカー）
検査官が搭乗する大型輸送車両。車体は重戦車を数台搭載できる縦長、二階建ての巨大なカーゴスペースとなっており、そこから前方に細長い長方形のコックピットブロックが伸びるという、独特の形をしている。個体識別センサーなど最新の電子機器を持っている。武装はコックピットブロックの下部に装備された対戦車砲が1門。レッドとクリケットが搭乗。
ジープ（フォード・GPW）
グレイの愛用する戦闘車両。後部座席を廃して、代わりに機関砲塔1門、機関銃1門を装備している特注品。たびたび戦闘で失われており、レッドは特注品だから整備が面倒なので今度は乗って帰って来るようにと、グレイにぼやいたが、結局戦区807の戦闘で失われる。
KV-2
16422分隊の隊長ホークの愛車。戦区807の戦闘で直撃を受けて撃破される。
オートバイ
16422分隊のスカイが搭乗する戦闘用オートバイ。ライト直上に重機関銃を装備している。戦区807の戦闘で撃破され、スカイも死亡する。
鳥（バード）
本作の世界では、飛行機は全て「鳥（バード）」と呼ばれている。守備隊が使う鳥は、右翼にエンジン、左翼に翼とミサイルを装備し、左右非対称の形をしている。レッドを救出するためにグレイとノーヴァが工場から盗み出した鳥は胴体部がカーゴスペースとなっている中型機である。どちらもビームキャノンやミサイルを装備し、戦士達が戦闘で使う兵器よりも、格段に技術レベルが上のものとなっている。また本編未登場だが、戦士達を戦区まで輸送する輸送機も存在する。
戦闘用エアバイク
町303の工場から鳥を盗み出したときに、一緒に持っていった兵器。2台あり、グレイのエアバイクは垂直発射式小型ミサイルを装備、ノーヴァのエアバイクはビームキャノンを装備している。これらの装備は戦士達には配備されない。ノーヴァは最新型の装備が自分達戦士には回されず、旧型（＝20世紀後半～21世紀。銃砲が撃ち出すのはビームではなく実体弾）の兵器ばかり使わされていることに疑問を持つ。
歩行偵察機（アルゴス）
ホークのKV-2に搭載されていたが、KV-2が破壊された時に失われたため、本編未登場。
軽戦車（ヘッツァー）
レッドとクリケットの労働車に搭載されていた。M1エイブラムスに乗ったレジスタンスに襲撃された際、レッドがこれに乗って応戦しようとする。しかしレジスタンスのロケットランチャーの直撃を受け、労働車が大破したために本編未登場。
他にも町303の工場にはT-34、SU-122、61式戦車、74式戦車、IV号突撃榴弾砲「ブルムベア」などが確認されている。

### 町15
マルダーII
16422分隊と戦闘をした町15の小隊の主力。武装などは第二次世界大戦当時のままだが、操縦系に自動走行装置などの最新装備が施されている。
二号戦車
16422分隊と戦闘をした町15の小隊の指揮車両。
小型飛行追跡装置（ビイ）
大きさは野球ボールほどの球体ドローン。浮遊し目標を探知する。野営していた16422分隊の居場所を発見した。のちにグレイに逆用される。

### 町508
I号指揮戦車
LT-38
町508の分隊所属。町18のチェンバースに壊滅させられる。

### 地下組織「シダラ」
阿吽（オーム）
地下組織「シダラ」が主力とする怪物機械で、腕の無い「ガウォーク」型の二脚兵器。いわゆる「脚メカ」。コックピットである菱形の頭部後部に、卵型のボディがついており、そこから3本の爪を持つ逆関節の両足を生やしている。搭乗者は1名。推進器を使わず空を飛べる浮遊性能を有する。武装は頭部のビーム砲と機体下部のマシンガン1門。足は降着のためだけではなくクローアームとしても使われる。機体形状には二つのバリエーションがあり、頭部中央のカメラアイの形状やビーム砲の連装、単装などの差異がある。また、リーの乗機はカラーリングが違っており、形状についてもゴーグル状の頭部カメラ、武装の設置箇所や増設により異なっている。
試作阿吽（しさくオーム）
阿吽の試作機で、同機と比べ大型のものとなっている。頭部はらっきょうを逆さにしたような形をしており、コックピットは前後に席がある複座型。グレイ、ノーヴァ、リーはシートを増設して、3人で搭乗したこの機体で地下組織「ナゴシ」へと向かった。脚部にブースターを内蔵しているが、武装はない。そのためグレイたちは阿吽用のビーム砲を携行武器として改造し、操縦者以外が射手となる形で戦った。
本来は機体に組み込む、ないし固定して運用する阿吽用ビームキャノンゆえに反動も並ではなく、窮地を脱するためとはいえフルオート連射を敢行したグレイは肋骨を骨折した。

### 町50対地下組織特別部隊
ガープ
町50の人型の怪物機械。寸胴の胴体に先細りした手足を持つ。手は3本指で、足はつま先が3つに分かれた形状になっている。カプセル薬の半身のような頭部をしており、その中央にカメラアイを縦に二つ持つのが特徴。左腕にビーム砲を装備している。無人機であり、オプション装備によって飛行性能を有する。
レオナルド
ガーブを指揮する有人機。ガーブをさらに横に太らせたような体型をしている。カメラアイを一つ持つ頭部は胴体とほぼ一体化しており、カプセル薬を縦に割った半身を真横にして、それを胴体に埋め込んだような形をしている。左腕にビーム砲を装備している。オプション装備によって飛行性能を有する。
ラマス
らっきょうを逆さにしたような形をした浮遊型無人兵器。全身に小型の砲塔を持っている。リーによると新型とのこと。

### 町18対地下組織特別部隊
チェンバース
町18の対戦車用怪物機械。人型の有人機で、両腕の前腕部が長砲身のビーム砲となっているのが特徴。頭部は丸く、戦車の砲塔のような形をしており、短く太い砲身のようなカメラアイがある。背部に円盤型のレドームのようなブースターユニットを有しており、それで浮遊・空中機動を行う。グレイは阿吽を遥かに超える、同機の性能を非常に高く評価した。
ブライアン
町18の対人用怪物機械。基本的なデザインはチェンバースに準じるが足が無く、代わりに下半身が丸ごと推進用ブースターとなっている。両腕の砲身が短砲身大口径である点などがチェンバースと異なる。

### 町7対地下組織特別部隊
ガスプ
町7の怪物機械で無人機。西洋甲冑の兜だけが、そのまま宙に浮いているような形状の機体である。目に当たる箇所に球状単眼のカメラアイを有し、全体各所にビーム砲の砲口がある。グレイが舌を巻くほど、非常に反応速度が速い。
完全体ガスプ
ガスプにボディをつけたもので、やはり無人機である。西洋甲冑の上半身を模したデザインで足が無く、代わりに下半身が丸ごと推進用ブースターとなっている。両腕の前腕部はランスをモチーフとしたデザインになっており、その先端にビーム砲を装備している。また全身各所にビーム砲の砲口がある。ガスプに比べ約20倍という強力な火力を有するが、代わりに機動性は若干落ちている。

### 地下組織「ナゴシ」
浮遊基地（フライングベース）ナゴシ
地下組織「ナゴシ」の本拠地。観音菩薩像を模した全長数kmにも及ぶ超巨大浮遊要塞。鳩槃茶（クバンダ）を多数搭載している上に、大隊規模の戦力では傷ひとつ付けることができないほどの、強力な戦力を有している。特に必殺兵器「クラッグ・ショット」は上下左右360度全域のほぼ全ての敵を、一瞬にして破壊する威力を持つ。ロバートは「ナゴシは市」と謎の言葉を言い遺しており、また映画版ではもともと市の守護神（防衛システム）であったと語っている。
鳩槃茶（クバンダ）
ナゴシの主力兵器。阿吽の強化版ともいうべき機体。基本的な形状は阿吽に準ずるが、より大型で機体構造や武装、デザインなどが強化・洗練されたものとなっている。ビーム砲を4門、脚部にミサイルを装備。頭部の形状は馬顔型で、ゴーグル状のカメラアイを有している。また頭部のコックピットガードには「士-○○（○○には数字が入る）」と、機体ナンバーが記されている。足は阿吽と違って爪がなく、つま先と踵を有する形状となっているが、物を掴むアームとしての機能は受け継いでいる。また、胴体後部と脚部にブースターを装備しており、機体各部に姿勢制御用のスラスターも内蔵している。
土鬼（ドキ）
ナゴシ兵員の着る甲冑。鬼の姿を模しており、対人用の火器は通じない防御力を持つ。二又矛の形をしたビームガンを装備しており、これは独自の動力らしく生身の人間でも使用可能。
迦楼羅（ガルーダ）
阿吽、鳩槃茶系列の最上位機種で、羅阿羅の専用機である。鳩槃茶を二周り大きくした大型機で、全体に装飾が施されるなど、ナゴシの頂点に立つ羅阿羅が乗る機体としてふさわしい形状をしている。武装も大幅に強化され、7門のビーム砲に加え、浮遊基地「ナゴシ」と同様の必殺兵器「クラッグ・ショット」を備えている。胴体下部と後部、脚部にブースターを装備しており、機体各部に姿勢制御用のスラスターを内蔵する。乗員2名。
背嚢（バックパック）
迦楼羅に搭載されていた個人用飛行装備。「足」や大型のヘッドガードが装備されており、変形させると小型の鳩槃茶の様な形になり、乗り物としても使える。グレイが使用したが本来はシダラ用に調整されており、推力がありすぎて少々持て余していた。羅阿羅用のものもあり、こちらは小型でランドセルのように背負うノーマルなものである。最終決戦では負傷した羅阿羅が、シダラ用バックパックに乗って戦った。
羅阿羅用甲冑
迦楼羅に搭載されていた個人用飛行装備。市（シティ）に突入した羅阿羅が使用したもの。女性らしく滑らかなフォルムをしたデザインで、各所に装飾が施されている。ビームガン1丁と両腕に実体剣を装備。自爆兵器として必殺兵器「クラッグ・ショット」を持つ。ヘルメットには仮面のようなフェイスガードの開閉ギミックがある。バックパックを装備することで空中機動が出来る。

### 市
対ナゴシ用浮遊戦艦（フライングシップ）
モアイ像を模したデザインの空中戦艦。その大きさは浮遊基地「ナゴシ」と互角。多数の対空砲を持ち、モアイ像を模した艦載機や対侵入者用ロボットなどを多数搭載している。ただし上面が死角になっているのと、内部の電子頭脳を破壊されると爆沈するのが弱点。
市防衛用怪物機械
モアイ像を模したデザインの頭部を持つ人型怪物機械で、無人機である。両腕にビーム砲を装備している。市には他にも人型ではない、楕円球形の防衛用怪物機械などがある。いずれも無人機で、ビーム砲を装備。市に侵入してきたグレイ達を迎え撃った。
ビームバリア
ビーム砲を隙間無く並べ、常に発射し続ける事で壁を形成する一種のバリア。発射機を破壊しなければ突破することができない。市は各エリアがビームバリアで区切られていた。

### グレイ
ビームライフル
後半でのグレイの主な武器。町18の対地下組織特別部隊に壊滅させられた、町508の分隊から拾ったもの。銃身がチェンバースの前腕部に似たデザインをしている。ガスプや鳩槃茶を一撃で沈める威力を持つ。電源はバッテリーで、電力が続く限りフルオートでの連射も可能。出力を調整すれば、コックピットガードだけを撃ち抜くということもできる。
一式砲戦車
ロバート・J・デミトリーが20年もの間使った戦車。グレイはこれでロバートと共にガスプと戦った。操縦系に自動走行装置などの最新装備が施されている。
機械人化グレイ
地下組織ナゴシに潜入したグレイが、ナゴシによって捕らえられ、機械人として改造された姿。全身に強力な武装化を施されている。左下腕部にビーム砲1門、左肩部にビーム砲兼ビームサーベル2本。右肩部に射出式電磁ワイヤー、右下腕部にはワイヤーカッターも兼ねるブレードを装備。右目にセンサーアイ、体内にレーダーを有する。さらに最大の武器として必殺兵器「クラッグ・ショット」まで装備する。追加武装にはバックパックがあり、これを装備することで自在に空中機動が可能となっている。その戦力はすさまじく、グレイ1人で対ナゴシ用浮遊戦艦2隻を轟沈せしめるほど。羅阿羅によると、機械人化したグレイこそが、ナゴシの科学力の最高傑作であり、その力は迦楼羅を遥かにしのぐということである。

### その他
M1エイブラムス
レッドの労働車を沈めた地下組織の戦車。グレイとノーヴァの戦闘用バイクによって破壊される。この地下組織の名称は不明。

## 関連書誌

### 単行本
- 少年キャプテンコミックス（徳間書店、全3巻）
  - 第1巻 1986年1月20日
  - 第2巻 1986年6月20日
  - 第3巻 1986年12月20日
- 少年キャプテンコミックススペシャル（徳間書店、全2巻）
  - 第1巻 1994年10月5日
  - 第2巻 1994年11月15日
- ぶんか社コミック文庫（ぶんか社、全2巻）
  - 上 2007年7月20日
  - 下 2007年7月20日

### その他
- 『GREY ILLUSTRATIONS』（1987年1月10日発行、徳間書店）
- 『GREY ベスト・コレクション』（1987年2月25日発行、徳間書店）

## 映画版
『GREY デジタル・ターゲット』と題して、1986年12月にアニメ映画が公開された。同時上映は『強殖装甲ガイバー』。1987年にはVHS・LD・VHDがリリース。DVDは海外でのみリリースされた。
内容は「APPROACH」という9つの章で分かれている。原作最後のビッグ・ママとの最終決戦シーンがないのは、監督である出﨑哲の、本作は「青春もの」であるという解釈と、作画に負担をかける戦いの描写が中心となることを避けるという意向によるものである。原作とは異なりヒロインの交代が無い、機械人化されたグレイのデザイン変更など、その他にも原作との違いが多かったことからあまり高評価は得られず、原作者のたがみよしひさも苦言を呈した。
キャッチコピーは「地獄の沙汰も俺（グレイ）しだい！愛と怒りが死神と化す…」

### スタッフ
- 原作：たがみよしひさ
- 製作：山下辰巳
- 企画：和田豊、尾形英夫、佐藤俊彦
- プロデューサー：坂本誠一
- 脚本：平野靖士、小出一巳、出崎哲
- 脚本監修：今泉俊昭
- 監督：出崎哲
- 演出：冨永恒雄
- キャラクター・デザイン：四分一節子
- メカニックデザイン：前島健一、鈴木伸一
- 作画監督：小林ゆかり
- 撮影：菅谷信行
- 美術監督：勝又激
- 音響監督：清水勝則
- 音楽：淡海悟郎
- 主題歌：「LOVE IS HEART -星座の子供たち-」（歌：杉本誘里）
- 制作協力：マジックバス
- 制作：葦プロダクション
- 協力：徳間書店
- 製作：徳間ジャパン
- 配給：東映クラシックフィルム

### キャスト
- グレイ：井上和彦
- ノーヴァ：岡本麻弥
- レッド：小林清志
- ロバート：千葉耕市
- 羅阿羅：榊原良子
- コモン・ロペ：笹岡繁蔵
- レオ：加藤正之
- スカイ：大滝進矢
- ティム：柏倉つとむ
- ホーク：玄田哲章
- テュレス:杉本誘里
- リップ：井上杏美
- リー：島田敏
- メイ：稲葉実
- ファン：日髙のり子
- クリケット：大塚芳忠
- リトルママ：羽村京子
- ビッグママ：吉田美保
- トループス(A)：小野健一